# 1070년

## 연호
- 북송(北宋) 희녕(熙寧) 3년
- 요(遼) 함옹(咸雍) 6년
- 일본(日本) 엔큐(延久) 2년
- 서하(西夏) 천사예성국경(天賜禮盛國慶) 2년
- 리 왕조(李朝) 턴부(神武) 2년

## 기년
- 고려(高麗) 문종(文宗) 24년
- 북송(北宋) 신종(神宗) 3년
- 요(遼) 도종(道宗) 16년
- 서하(西夏) 혜종(惠宗) 4년
- 리 왕조(李朝) 성종(聖宗) 17년